# Leptopholcus signifer
Leptopholcus signifer är en spindelart som beskrevs av Simon 1893. Leptopholcus signifer ingår i släktet Leptopholcus och familjen dallerspindlar.
Artens utbredningsområde är Kongo. Inga underarter finns listade i Catalogue of Life.